# Іселін Нібе
Іселін Нібе (норв. Iselin Nybø; 14 травня 1981, Ругаланн) — норвезький політик, член Ліберальної партії Норвегії, міністр у справах вищої освіти і науки з 2018 року.
В 2013 році вона була обрана в парламент Норвегії від Рогаланду, де є першим заступником голови Постійної комісії з питань освіти, наукових досліджень та церковних справ.
Нібе отримала ступінь кандидата юридичних наук від університету Бергена в 2006 році. З 2006 по 2009 рік вона працювала юристом в податковій адміністрації Норвегії, потім в приватних фірмах з 2009 по 2013 рік.
З 2003 по 2007 рік була членом муніципальної ради міста Рандабергу і була членом міської ради міста Ставангер з 2009 року.
З 2010 по 2012 рік очолювала Рогалендське відділення Ліберальної партії.